# Zwycięstwo orłów
Zwycięstwo orłów (tyt. oryg. Victory of Eagles) – książka autorstwa Naomi Novik, piąta część z cyklu Temeraire.
Akcja powieści toczy się w alternatywnym świecie, gdzie w czasie wojen napoleońskich oprócz środków konwencjonalnych stosowanych w tamtych czasach w wojnach, wykorzystuje się także smoki. Opowiada historię Temeraire’a, smoka niebiańskiego z Chin, oraz jego kapitana i przyjaciela Williama Laurence’a, byłego członka floty królewskiej. Książka zawiera elementy historyczne oraz elementy fantastyczne.

## Fabuła
Gdy Temeraire rozłączony z Laurence’em przebywa na terenach rozpłodowych w Walii, jego oskarżony o zdradę kapitan, uwięziony na okręcie, trafia w sam środek inwazji Napoleona na Wielką Brytanię. Paradoksalnie dzięki temu zostaje przywrócony do służby, gdyż armia nie może pozwolić sobie na utratę jedynego niebiańskiego smoka w swoich szeregach. Tymczasem Temeraire przekonany o śmierci Laurence’a tworzy samodzielny oddział smoków bez awiatorów i zaczyna gnębić inwazyjne siły francuskie, dorabiając się stopnia pułkownika. Zdobywa także obietnice uznania niektórych praw dla smoków. Po spotkaniu smoka i jego kapitana, Laurence zostaje dowódcą grupy specjalnej, która nie przebierając w metodach prowadzi wojnę partyzancką przeciwko Francuzom, okupującym już prawie całą Anglię. Po wycofaniu głównych sił brytyjskich do Szkocji trwa żmudna wojna na wyczerpanie. W końcu dochodzi do decydującej bitwy, która kończy się klęską Napoleona. Pokonany cesarz ucieka z wyspy na białej smoczycy Lien. W uznaniu zasług kara śmierci dla Laurence’a zostaje zamieniona na karę zesłania do Australii.